# Cleistocarpidium
Cleistocarpidium es un género de musgos perteneciente a la amilia Archidiaceae. Comprende 8 especies descritas y de estas, solo 2  aceptadas.

## Taxonomía
El género fue descrito por Ochyra & Bednarek-Ochyra y publicado en Fragmenta Floristica et Geobotanica 41: 1035. 1996. La especie tipo es Cleistocarpidium palustre (Bruch & Schimp.) Ochyra & Bednarek-Ochyra

## Especies aceptadas
A continuación se brinda un listado de las especies del género Cleistocarpidium aceptadas hasta febrero de 2015, ordenadas alfabéticamente. Para cada una se indica el nombre binomial seguido del autor, abreviado según las convenciones y usos.
- Cleistocarpidium japonicum (Deguchi, Matsui & Z. Iwats.) K. L. Yip
- Cleistocarpidium palustre (Bruch & Schimp.) Ochyra & Bednarek-Ochyra